# Leptodeira nigrofasciata
Leptodeira nigrofasciata är en ormart som beskrevs av Günther 1868. Leptodeira nigrofasciata ingår i släktet Leptodeira och familjen snokar. IUCN kategoriserar arten globalt som livskraftig. Inga underarter finns listade i Catalogue of Life.
Arten förekommer i Centralamerika från södra Mexiko till Costa Rica. Honor lägger ägg.